# Rifat Zjemaletdinov
Rifat Maratovitsj Zjemaletdinov (Russisch: Рифат Маратович Жемалетдинов; Moskou, 20 september 1996) is een Russisch voetballer die doorgaans speelt als vleugelspeler. In juli 2025 verliet hij CSKA Moskou. Zjemaletdinov maakte in 2021 zijn debuut in het Russisch voetbalelftal.

## Clubcarrière
Zjemaletdinov komt uit de jeugdopleiding van Lokomotiv Moskou en maakte bij die club ook zijn debuut. Op 30 april 2016 werd met 0–2 verloren van Spartak Moskou door een eigen doelpunt van Ján Ďurica en een treffer van Zé Luís. Zjemaletdinov mocht veertien minuten voor tijd invallen voor Alan Kasajev. Zijn vijfde optreden in het eerste elftal leverde ook zijn eerste doelpunten op. Op 21 mei 2016 opende hij na een halfuur de score tegen Mordovia Saransk. Na een doelpunt van Petar Škuletić maakte Zjemaletdinov er in de tweede helft 3–0 van, waarmee hij de wedstrijd besliste. Het seizoen 2015/16 leverde vijf duels in het eerste elftal op en hierna vertrok de vleugelspeler naar Roebin Kazan. Gedurende twee seizoenen kwam Zjemaletdinov tot vierenveertig competitiewedstrijden, waarin hij tweemaal tot scoren kwam. Lokomotiv Moskou haalde de oud-speler in de zomer van 2018 terug naar de hoofdstad. Zijn contract bij Lokomotiv liep af na het seizoen 2023/24, waarop Zjemaletdinov voor een jaar bij CSKA Moskou tekende, plus een optie op een seizoen extra.

## Clubstatistieken
| Seizoen | Club             | Competitie   | Competitie | Competitie | Beker | Beker | Internationaal | Internationaal | Totaal | Totaal |
| Seizoen | Club             | Competitie   | Wed.       | Dlp.       | Wed.  | Dlp.  | Wed.           | Dlp.           | Wed.   | Dlp.   |
| ------- | ---------------- | ------------ | ---------- | ---------- | ----- | ----- | -------------- | -------------- | ------ | ------ |
| 2015/16 | Lokomotiv Moskou | Premjer-Liga | 5          | 2          | 0     | 0     | —              | —              | 5      | 2      |
| 2016/17 | Roebin Kazan     | Premjer-Liga | 23         | 0          | 3     | 0     | —              | —              | 26     | 0      |
| 2017/18 | Roebin Kazan     | Premjer-Liga | 21         | 2          | 2     | 1     | —              | —              | 23     | 3      |
| 2018/19 | Lokomotiv Moskou | Premjer-Liga | 13         | 1          | 7     | 1     | 2              | 0              | 22     | 2      |
| 2019/20 | Lokomotiv Moskou | Premjer-Liga | 23         | 2          | 1     | 0     | 5              | 0              | 29     | 2      |
| 2020/21 | Lokomotiv Moskou | Premjer-Liga | 22         | 3          | 5     | 0     | 3              | 0              | 30     | 3      |
| 2021/22 | Lokomotiv Moskou | Premjer-Liga | 24         | 9          | 2     | 0     | 4              | 0              | 30     | 9      |
| 2022/23 | Lokomotiv Moskou | Premjer-Liga | 11         | 0          | 1     | 0     | —              | —              | 12     | 0      |
| 2023/24 | Lokomotiv Moskou | Premjer-Liga | 20         | 5          | 6     | 0     | —              | —              | 26     | 5      |
| 2024/25 | CSKA Moskou      | Premjer-Liga | 24         | 2          | 5     | 0     | —              | —              | 29     | 2      |
| Totaal  | Totaal           | Totaal       | 186        | 26         | 32    | 2     | 15             | 0              | 234    | 28     |

Bijgewerkt op 4 juli 2025.

## Interlandcarrière
Zjemaletdinov speelde voor verschillende Russische jeugdelftallen. Hij maakte zijn debuut in het Russisch voetbalelftal op 24 maart 2021, toen een kwalificatiewedstrijd voor het WK 2022 met 1–3 gewonnen werd van Malta. Joseph Mbong scoorde namens dat land, maar door treffers van Artjom Dzjoeba, Mário Fernandes en Aleksandr Sobolev wonnen de Russen. Zjemaletdinov moest van bondscoach Stanislav Tsjertsjesov als reservespeler aan het duel beginnen en hij viel twaalf minuten na rust in voor Aleksej Ionov. Zjemaletdinov werd in juli 2021 door Tsjertsjesov opgenomen in de selectie van Rusland voor het uitgestelde EK 2020. Op het toernooi werd Rusland uitgeschakeld in de groepsfase na nederlagen tegen België (3–0) en Denemarken (1–4) en een overwinning op Finland (0–1). Zjemaletdinov speelde mee tegen Finland en Denemarken. Zijn toenmalige teamgenoten Dmitri Barinov, Maksim Moechin (beiden eveneens Rusland), Grzegorz Krychowiak en Maciej Rybus (beiden Polen) waren ook actief op het EK.
Zjemaletdinov maakte zijn eerste doelpunt in de nationale ploeg op 4 september 2021 tijdens zijn zevende interlandoptreden, tegen Cyprus. Na het openingsdoelpunt van Aleksandr Jerochin zorgde hij tien minuten na rust voor de 0–2. Daarbij zou het vervolgens ook blijven.
| Interlands van Rifat Zjemaletdinov voor Rusland | Interlands van Rifat Zjemaletdinov voor Rusland | Interlands van Rifat Zjemaletdinov voor Rusland | Interlands van Rifat Zjemaletdinov voor Rusland | Interlands van Rifat Zjemaletdinov voor Rusland | Interlands van Rifat Zjemaletdinov voor Rusland | Interlands van Rifat Zjemaletdinov voor Rusland |
| №                                               | Datum                                           | Wedstrijd                                       | Uitslag                                         | Competitie                                      | Goals                                           |                                                 |
| Als speler bij Lokomotiv Moskou                 | Als speler bij Lokomotiv Moskou                 | Als speler bij Lokomotiv Moskou                 | Als speler bij Lokomotiv Moskou                 | Als speler bij Lokomotiv Moskou                 | Als speler bij Lokomotiv Moskou                 | Als speler bij Lokomotiv Moskou                 |
| ----------------------------------------------- | ----------------------------------------------- | ----------------------------------------------- | ----------------------------------------------- | ----------------------------------------------- | ----------------------------------------------- | ----------------------------------------------- |
| 1                                               | 24 maart 2021                                   | Malta – Rusland                                 | 1 – 3                                           | WK 2022 kwalificatie                            |                                                 |                                                 |
| 2                                               | 27 maart 2021                                   | Rusland – Slovenië                              | 2 – 1                                           | WK 2022 kwalificatie                            |                                                 |                                                 |
| 3                                               | 30 maart 2021                                   | Slowakije – Rusland                             | 2 – 1                                           | WK 2022 kwalificatie                            |                                                 |                                                 |
| 4                                               | 1 juni 2021                                     | Polen – Rusland                                 | 1 – 1                                           | Vriendschappelijk                               |                                                 |                                                 |
| 5                                               | 16 juni 2021                                    | Finland – Rusland                               | 0 – 1                                           | EK 2020                                         |                                                 |                                                 |
| 6                                               | 21 juni 2021                                    | Rusland – Denemarken                            | 1 – 4                                           | EK 2020                                         |                                                 |                                                 |
| 7                                               | 4 september 2021                                | Cyprus – Rusland                                | 0 – 2                                           | WK 2022 kwalificatie                            | 55'                                             |                                                 |
| 8                                               | 7 september 2021                                | Rusland – Malta                                 | 2 – 0                                           | WK 2022 kwalificatie                            |                                                 |                                                 |
| 9                                               | 8 oktober 2021                                  | Rusland – Slowakije                             | 1 – 0                                           | WK 2022 kwalificatie                            |                                                 |                                                 |

Bijgewerkt op 4 juli 2025.